# Parker Strip
Parker Strip es un lugar designado por el censo ubicado en el condado de La Paz en el estado estadounidense de Arizona. En el Censo de 2010 tenía una población de 662 habitantes y una densidad poblacional de 61,5 personas por km².

## Geografía
Parker Strip se encuentra ubicado en las coordenadas 34°16′15″N 114°7′47″O / 34.27083, -114.12972. Según la Oficina del Censo de los Estados Unidos, Parker Strip tiene una superficie total de 10.76 km², de la cual 8.09 km² corresponden a tierra firme y (24.86%) 2.68 km² es agua.

## Demografía
Según el censo de 2010, había 662 personas residiendo en Parker Strip. La densidad de población era de 61,5 hab./km². De los 662 habitantes, Parker Strip estaba compuesto por el 94.71% blancos, el 0.3% eran afroamericanos, el 0.3% eran amerindios, el 0.76% eran asiáticos, el 0% eran isleños del Pacífico, el 1.96% eran de otras razas y el 1.96% pertenecían a dos o más razas. Del total de la población el 5.59% eran hispanos o latinos de cualquier raza.